# 33-тя паралель південної широти
33-тя паралель південної широти — лінія широти, що лежить на 33 градуси південніше земної екваторіальної площини. Вона проходить через Атлантичний океан, Африку, Індійський океан, Австралазію, Тихий океан та Південну Америку.

## Список географічних об'єктів, що перетинає 33° пд. ш.
Починаючи з Гринвіцького меридіану та рухаючись на схід, 33-тя паралель південної широти проходить через:
| Координати                                                   | Країна, територія або море  | Примітки                                                                           |
| ------------------------------------------------------------ | --------------------------- | ---------------------------------------------------------------------------------- |
| 33°0′ пд. ш. 0°0′ сх. д. / 33.000° пд. ш. 0.000° сх. д.      | Атлантичний океан           |                                                                                    |
| 33°0′ пд. ш. 17°52′ сх. д. / 33.000° пд. ш. 17.867° сх. д.   | ПАР                         | Західнокапська провінція Східнокапська провінція — проходить через Іст-Лондон      |
| 33°0′ пд. ш. 27°57′ сх. д. / 33.000° пд. ш. 27.950° сх. д.   | Індійський океан            |                                                                                    |
| 33°0′ пд. ш. 115°40′ сх. д. / 33.000° пд. ш. 115.667° сх. д. | Австралія                   | Західна Австралія                                                                  |
| 33°0′ пд. ш. 124°17′ сх. д. / 33.000° пд. ш. 124.283° сх. д. | Велика Австралійська затока |                                                                                    |
| 33°0′ пд. ш. 134°12′ сх. д. / 33.000° пд. ш. 134.200° сх. д. | Австралія                   | Південна Австралія Новий Південний Уельс                                           |
| 33°0′ пд. ш. 151°44′ сх. д. / 33.000° пд. ш. 151.733° сх. д. | Тихий океан                 |                                                                                    |
| 33°0′ пд. ш. 71°34′ зх. д. / 33.000° пд. ш. 71.567° зх. д.   | Чилі                        | Вальпараїсо — проходить через Вінью-дель-Мар Столичний регіон Сантьяго Вальпараїсо |
| 33°0′ пд. ш. 70°1′ зх. д. / 33.000° пд. ш. 70.017° зх. д.    | Аргентина                   | Мендоса Сан-Луїс Кордова Санта-Фе Ентре-Ріос                                       |
| 33°0′ пд. ш. 58°5′ зх. д. / 33.000° пд. ш. 58.083° зх. д.    | Уругвай                     |                                                                                    |
| 33°0′ пд. ш. 53°21′ зх. д. / 33.000° пд. ш. 53.350° зх. д.   | Бразилія                    | Ріу-Гранді-ду-Сул                                                                  |
| 33°0′ пд. ш. 52°34′ зх. д. / 33.000° пд. ш. 52.567° зх. д.   | Атлантичний океан           |                                                                                    |